# Hysterese bei Zellstoff
Die Hysterese von Zellstoff beruht auf einer unvollständigen Reversibilität von Sorptions- und Desorptionsvorgängen.
Die Entstehung von Cellulose geschieht normalerweise unter Beteiligung von Wasser. Die bindungsfähigen Stellen (v. a. OH-Gruppen) der Cellulosekette sind also mit einer Hydrathülle umgeben.
Wird die Cellulose nun getrocknet, so können diese Stellen inter- und intramolekulare Bindungen (Wasserstoffbrückenbindungen) eingehen, die mehr oder weniger schwach bis stark (20 kJ/mol) sein können. Aufgrund der energetisch günstigsten Anordnung sind diese eher unbeweglich.
Wird die Cellulose nun wieder befeuchtet, so können nur die Stellen wieder vom Wasser besetzt werden, die noch keine Bindung eingegangen sind bzw. deren Bindung sehr schwach sind. Sehr starke Bindungen bleiben erhalten.
Somit ergibt sich, dass die Menge des aufgenommenen Wassers geringer ist als die ursprünglich abgegebene Menge an Wasser.
Dieser Effekt spielt eine wichtige Rolle beim Vergleich von Zellstoffproben. Kommt eine Zellstoffprobe aus einem trockenen Klima, so wird diese nie denselben Feuchtegehalt erreichen wie eine Probe, die aus einem feuchten Klima kommt.
Der Effekt lässt sich auch durch eine längere Verweilzeit in einem bestimmten Klima nicht vollständig beseitigen. Je höher allerdings die Temperatur ist, desto geringer werden die Unterschiede.
Die charakteristische Hysterese-Kurve von Zellstoff stellt dabei eher einen Bereich der möglichen Wasseraufnahme bei einer bestimmten relativen Luftfeuchtigkeit dar. Die Sorptionskurve gibt dabei den minimalen, die Desorptionskurve den maximal möglichen Feuchtegehalt bei einer bestimmten relativen Luftfeuchte an.